# Alimento integral
Alimento integral é como se chama um alimento que apesar de industrializado, manteve todas as suas características e a totalidade dos nutrientes essenciais, como quando é colhido na natureza. Isso significa  que a industrialização não retirou partes significativas, como, por exemplo, o germem do grão de arroz ou trigo.
Os alimentos integrais são escolhas inteligentes e saudáveis para quem busca melhorar a alimentação e prevenir doenças. Ricos em fibras, vitaminas e minerais, esses alimentos contribuem para uma digestão saudável, controle do colesterol e da glicose, e oferecem uma série de outros benefícios para a saúde.
Os alimentos integrais têm ganhado cada vez mais destaque nas dietas e orientações nutricionais devido aos seus inúmeros benefícios para a saúde. Em seu processamento, eles preservam todos os componentes originais do grão ou do alimento. No caso dos grãos, isso significa que o farelo, o germe e o endosperma – as três partes do grão – são mantidos. Isso contrasta com os alimentos refinados, como arroz branco ou farinha branca, que passam por processos de refinamento que removem essas partes, resultando em uma perda significativa de nutrientes.

## Benefícios para a saúde
1. Aumento da ingestão de fibras - Os alimentos integrais são ricos em fibras, um componente essencial para o bom funcionamento do sistema digestivo. A fibra dietética auxilia na regulação do trânsito intestinal, prevenindo a constipação e outras doenças intestinais. Além disso, a fibra ajuda na sensação de saciedade, o que pode ser útil para quem deseja controlar o peso corporal.
2. Controle do colesterol - O consumo regular de alimentos integrais tem sido associado à redução do colesterol LDL (o "colesterol ruim"). Isso ocorre porque a fibra solúvel presente nesses alimentos pode ajudar a diminuir os níveis de colesterol no sangue, promovendo a saúde cardiovascular.
3. Controle do açúcar no sangue - Os alimentos integrais possuem uma menor indexação glicêmica, ou seja, eles liberam glicose de maneira mais gradual na corrente sanguínea. Isso ajuda a controlar os níveis de açúcar no sangue, sendo uma excelente escolha para pessoas com diabetes ou em risco de desenvolver a doença.
4. Melhoria da saúde do coração - Estudos indicam que uma dieta rica em alimentos integrais pode reduzir o risco de doenças cardíacas, uma vez que eles ajudam a diminuir a pressão arterial, os níveis de colesterol e a inflamação no corpo.

## Exemplos de alimentos integrais
Alguns exemplos de alimentos integrais incluem:
- Grãos integrais: arroz integral, aveia, quinoa, trigo integral, cevada e centeio.
- Legumes e vegetais frescos: sempre que possível, escolha vegetais frescos e não processados.
- Frutas: prefira as frutas inteiras, como maçãs, bananas e laranjas, em vez dos sucos industrializados, que muitas vezes contêm adição de açúcar.
- Leguminosas: feijão, lentilha, grão-de-bico e ervilhas são fontes de fibras e proteínas, e devem ser consumidos em sua forma integral, sem adição de conservantes.